# Joshua Brillante
Joshua Brillante, född 25 mars 1993, är en australisk fotbollsspelare som spelar för Western Sydney Wanderers.

## Karriär
I juli 2021 återvände Brillante till Australien och skrev på ett treårskontrakt med Melbourne Victory. Den 9 juli 2023 värvades han av Western Sydney Wanderers och skrev på ett tvåårskontrakt.